# The Olden Domain
The Olden Domain drugi je studijski album norveškog metal sastava Borknagar i njegov prvi na kojemu su tekstovi pjesama bili na engleskom jeziku. Označio je prijelaz skupine iz black metal glazbenog stila u njegov danas svojstveni glazbeni izričaj koji spaja žanrove progresivnog, folk i black metala.
Ovo će ujedno biti i posljednji album grupe s vokalistom Garmom (koji se na albumu koristi pseudonimom "Fiery G. Maelstrom"); međutim, iako neće više biti član grupe, Garm će se vratiti sastavu kao gostujući pjevač na pjesmama "Terminus" i "Winter Thrice" na albumu Winter Thrice gotovo 20 godina kasnije. Ovo je usto i prvi album grupe s basistom Kaijem K. Liem (punim imenom Kai Kristoffer Lie).

## Popis pjesama
Tekstovi i glazba: Øystein G. Brun, osim pjesme "Om hundrede aar er alting glemt" koju je napisao Ivar Bjørnson. 
| 1.    | »The Eye of Oden«                                                                              | 6:01 |
| 2.    | »The Winterway«                                                                                | 4:48 |
| 3.    | »Om hundrede aar er alting glemt« ("Za stotinu godina sve će biti zaboravljeno"; instrumental) | 4:12 |
| 4.    | »A Tale of Pagan Tongue«                                                                       | 6:13 |
| 5.    | »To Mount and Rove«                                                                            | 4:56 |
| 6.    | »Grimland Domain«                                                                              | 6:19 |
| 7.    | »Ascension of Our Fathers« (instrumental)                                                      | 3:54 |
| 8.    | »The Dawn of the End«                                                                          | 5:06 |
| 44:33 |                                                                                                |      |

## Recenzije
Steve Huey, glazbeni kritičar sa stranice AllMusic, dodijelio je albumu četiri i pol od pet zvjezdica te je komentirao: "The Olden Domain, Borknagarov prvi album objavljen u SAD-u, impresivno je, vrlo glazbeno black metal putovanje; tipične norveške eksplozije zvuka većinom su izbjegavane kako bi prepustile mjesto detaljnim aranžmanima među kojima su prisutne električne i akustične gitare, klavijature, klavir i vokali koji rangiraju od tipičnih growlova do kakvoće koja gotovo da podsjeća na Jamesa Hetfielda. Odjeci Metallice i Mercyful Fatea prožimaju ovaj album, ali Borknagar [na njemu] nesumnjivo izrezbaruje svoj vlastiti teritorij".

## Zasluge
| Borknagar - Fiery G. Maelstrom – vokali - Øystein G. Brun – gitara, fotografija - Ivar Bjørnson – sintesajzer, klavijature - Kai K. Lie – bas-gitara - Grim – bubnjevi | Ostalo osoblje - Christophe Szpajdel – logotip - Oliver Recker – fotografija - Waldemar Sorychta – produkcija - Matthias Klinkmann – inženjer zvuka - Eroc – miksanje |

## Vanjske poveznice
- Borknagar - The Olden Domain  Arhivirana inačica izvorne stranice od 22. ožujka 2012. (Wayback Machine) (Službena podstranica sastava koja opisuje drugi album)
- "The Olden Domain" na discogs.com